# Solidarisme
Le solidarisme est une philosophie politique défendue par le député français radical Léon Bourgeois, qui développe ce courant de pensée en 1896 dans son ouvrage Solidarité.
La philosophie de la solidarité selon Bourgeois peut favoriser la construction « d'une République de la main tendue contre le poing fermé, de la mutualité règle suprême de la vie commune contre la charité réduite à une pitié agissante ». C'est au nom de la solidarité qu'il défendra le principe de l'impôt sur les successions, de l'impôt sur le revenu et la mise en place d'une retraite pour les travailleurs.

## Finalité de la philosophie solidariste

Léon Bourgeois, l'un des fondateurs du solidarisme.

Le solidarisme va irriguer tout le XXe siècle  car il imprègne les réalisations pratiques de la IIIe République et réapparaît avec le programme du Conseil national de la Résistance à la Libération même si désormais son substrat politique lié au parti radical s'est effacé. Le système français de redistribution par l'impôt provient du programme solidariste, notamment l'impôt sur le revenu (mis en place en 1914 en France) ainsi que la protection sociale, déjà proposés par Léon Bourgeois.

## Le contenu du solidarisme
Les bases théoriques de cette nouvelle doctrine politique sont la théorie de la « dette sociale » et du « quasi-contrat ».

Ainsi, tout être se trouve être redevable vis-à-vis de ceux qui l'ont ouvert à l'existence (parents, professeurs, la société et tous les groupes concernés). Chaque homme doit donc « payer sa dette » et la solidarité devient un droit, elle est aussi un devoir auquel l'État doit obliger légalement chacun à contribuer. Pour ce faire, Léon Bourgeois propose la mise en place d'un salaire minimum, d'un système d'assurances protecteur (en cas d'accident, de maladie ou de chômage), de l'impôt sur le revenu (pour participer à l'entretien des services communs), d'un enseignement entièrement gratuit.

## L'effet du solidarisme

### Les mesures législatives
Les solidaristes comptent parmi les défenseurs de nombreuses propositions de lois, dont certaines furent adoptées : 
- 1890 : Suppression du livret ouvrier ;
- 1893 : Loi reconnaissant à « Tout Français ne bénéficiant pas de ressources financières a la possibilité de recevoir gratuitement une assistance médicale chez lui, ou à l’hôpital, si c'est nécessaire » ;
- 1898 : Loi instituant un dédommagement pour les ouvriers victimes d'accident du fait des machines ;
- 1901 : Projet de loi sur le droit à la retraite qui aboutit à la loi de 1910 avec d'importantes modifications du fait d'une opposition conjointe des patrons et ouvriers.

## Les autres formes de solidarisme

### Le solidarisme catholique
Hors de France, le solidarisme républicain initié par Léon Bourgeois eut moins de succès. Néanmoins, en Allemagne, un autre solidarisme apparut à la même époque.
Selon von Mises, pour les solidaristes, ce sont « des prescriptions morales, l’amour du prochain, [qui] doivent déterminer les individus à remplir leur devoir social ».
Représentée notamment par le jésuite Heinrich Pesch, puis par Oswald von Nell-Breuning, cette école marqua la doctrine sociale de l'Église catholique et posa les bases de la démocratie chrétienne en Europe.

Après la Seconde Guerre mondiale, en Italie aussi, sous l’influence de l’économiste Guido Menegazzi, certains s’intéressèrent à nouveau à ce solidarisme, notamment au sein de Démocratie chrétienne, où il créa un « mouvement solidariste ». Cependant, en dehors de l'Allemagne et de l'Italie, le solidarisme catholique eut peu d'influence.

### Le solidarisme d'extrême droite
Comme le note le chercheur Nicolas Lebourg, le solidarisme à l'extrême droite semble davantage relever d'un opportunisme idéologique plutôt que d'un engagement profond. L'extrême droite en tant que forme atténuée, du fascisme reprend ainsi dans les années 1960-1970 en Europe certains aspects de la conception fasciste de la solidarité qu'elle mélange avec des éléments du solidarisme français.  Comme le note le chercheur Steinar Stjernø, la conception de la solidarité telle qu’Hitler l’explicite lors de son discours du congrès du NSDAP de 1936 est basée sur une vision caricaturale de la Gemeinschaft où l’individualisme et la diversité des origines ethniques sont des ennemis de la solidarité communautaire. Depuis cette perspective, réaliser la solidarité signifie dépasser les conflits qui traversent le peuple en supprimant les désaccords afin de réaliser la volksgemeinschaftlicher Solidarität. 
Dans les années 1930, en Belgique, Joris Van Severen fonda un parti, le Verdinaso, dont l’idéologie était dite « national-solidariste ». Il s’agissait d’un parti nationaliste flamand, autoritaire et militariste rejetant le marxisme et le capitalisme international. Il était relativement proche, idéologiquement, du NSDAP ou du Parti fasciste italien.
En France, c’est à partir de 1967 que se forma un courant dit « solidariste », à l’extrême droite de l’échiquier politique, bien que ses membres réfutaient ce positionnement et se disaient en dehors du clivage droite-gauche. Ils refusaient le matérialisme et s’opposaient aussi bien au « marxisme totalitaire » de l'URSS qu’au « capitalisme international » des États-Unis. En 1975, l’Union solidariste fut notamment créée autour de Jean-Pierre Stirbois et Michel Collinot. Ses militants venaient en partie du Mouvement solidariste français (MSF) et du Mouvement jeune révolution (MJR), lui aussi « solidariste ». Le discours du parti incluait la défense des travailleurs. En 1977, l’Union solidariste rejoignit le Front national dont Jean-Pierre Stirbois devint secrétaire général en 1981, où il maintint une tendance dite « solidariste ». En dehors du FN, le solidarisme continue d'être représenté par le Groupe action jeunesse (GAJ), dont le bulletin, sous la direction de Jean-Gilles Malliarakis, prend en 1977 le titre de Jeune nation solidariste : en 1979, le GAJ est remplacé par le Mouvement nationaliste révolutionnaire (MNR), qui continue à se réclamer du solidarisme, et cède ensuite lui-même la place à Troisième voie qui finit par éclater en 1991. Le concept de solidarité mutilée est notamment utilisé pour décrire ces réappropriations du terme à l'extrême droite.  Le solidarisme d'extrême droite fait partie des mouvances rattachées au nationalisme révolutionnaire.

## Critiques du solidarisme
Pour Ludwig von Mises, le solidarisme consiste en l’abolition de la propriété, puisque le propriétaire ne peut faire ce qu’il veut de ses biens ; on lui ôte la disposition de sa chose. Il s’agit d'une doctrine qui « croit être foncièrement différente du socialisme d'État » alors qu’en réalité, elle possède le même idéal. Il classe ainsi le solidarisme comme un « pseudo-socialisme ».

### Sources
: document utilisé comme source pour la rédaction de cet article.
- Serge Audier, La pensée solidariste : Aux sources du modèle social républicain, Paris, PUF, coll. « Le Lien social », novembre 2010, 335 p. (ISBN 978-2-13-057095-0).
- Serge Audier, Léon Bourgeois : Fonder la solidarité, Paris, Éditions Michalon, coll. « Le Bien Commun », 2007, 126 p.
- Françoise Marcard, La France entre 1870 et 1918, A. Colin 2005.